# Maira (Tochter des Proitos)
Maira (altgriechisch Μαῖρα Maíra) ist eine Gestalt der griechischen Mythologie. Sie war Tochter des Proitos, dessen Gemahlin laut Pherekydes von Athen und Eustathios von Thessalonike Anteia war, und somit Urenkelin des Sisyphos.
Als Begleiterin der Jagdgöttin Artemis hatte Maira geloben müssen, Jungfrau zu bleiben. Von Zeus wurde sie jedoch Mutter des Lokros, woraufhin Artemis sie tötete. In einer anderen Version der Legende starb Maira als Jungfrau.
Polygnot stellte Maira in seinem berühmten Bild der Nekyia – dem Abstieg des Odysseus in die Unterwelt – in der Lesche der Knidier in Delphi dar. Sie saß dort auf einem Felsen neben Aktaion, der wie sie von Artemis getötet worden war.